# 성 안나와 성 모자
성 안나와 성 모자는 성 안나와 그녀의 딸 성모 마리아, 그리고 그녀의 손자인 예수를 함께 그리는 기독교 예술의 주제이다. 이 예술 묘사는 14세기부터 독일과 주변 국가에서 인기를 끌었다.

## 회화 작품 목록
- 성 안나와 성 모자 (레오나르도 다 빈치)
- 성모와 아기 예수 및 성 안나 (마사초)